# Дело гладиаторов
Дело гладиаторов — сексуальный скандал эпохи Н. С. Хрущёва (1955) в кругах московской номенклатуры, профессуры и интеллигенции связанный с раскрытием притона, куда завлекали и развращали молодых девушек, студенток. Крупнейший секс-скандал в истории СССР, разбирался на уровне ЦК КПСС. Название связано в устной традиции с оправданием одно из фигурантов дела, Еголина «Так я ничего, я только гладил…». 

## Описание
На даче писателя и драматурга Константина Кривошеина в подмосковной Валентиновке был устроен «бордель» («подпольный притон»), куда завлекали студенток философско-филологических специальностей вузов и девушек из балетных и театральных училищ. Такая практика существовала не один год.
Посетители дачи использовали свою зашифрованную терминологию. «Диссертация» обозначала девушку, «защитить диссертацию» — совратить девушку, «написать рецензию» — продать её секс-услуги.
Разоблачение началось с анонимного письма матери одной из девушек, адресованного самому Первому секретарю ЦК КПСС Н. С. Хрущёву. Хрущёв дал команду расследовать дело. В прокуратуре была обнаружена ещё одна жалоба «от матери», но уже не анонимная, а от Зинаиды Петровны Лобзиковой, инструктора по культуре исполкома Пролетарского района Москвы. Она просила спасти дочь Алину, студентку балетного училища, из подпольного притона литератора Константина Кривошеина.
Кривошеин познакомился с дочерью Зинаиды Лобзиковой, назвавшись поклонником, пел дифирамбы её балетному дару и пообещал карьеру в Большом театре, при этом намекал на знакомство с министром культуры. Знакомство с министром состоялось, но вскоре Александров передал Алину Еголину, пообещав, что «она уже в труппе Большого». Девушка была в состоянии психического расстройства, её силой удерживали на даче, пока мать не разыскала её там. После этого на Зинаиду Лобзикову совершили нападение, и через пару недель она скончалась в больнице.

## Название
Фигуранты дела получили название «гладиаторы» после следующего (возможно, легендарного) эпизода. Академика и министра культуры Георгия Александрова и его соратников вызвали на заседание бюро Московского горкома, куда приехал даже Никита Сергеевич Хрущёв. Хрущёв долго кричал на провинившихся, а потом поинтересовался у Александра Еголина: «Ну Александров-то мужик молодой, я понимаю. А ты-то в твои годы зачем туда полез?» В ответ на это Еголин попытался оправдаться следующими словами: «Так я ничего, я только гладил…»
Другое объяснение названия — аналогия с вакханалиями и оргиями по типу древнеримских.

## Фигуранты
- Писатель Константин Кривошеин
- Георгий Фёдорович Александров, с 9 марта 1954 года министр культуры СССР, академик АН СССР
- заместитель заведующего отделом науки и культуры ЦК КПСС, член-корреспондент АН СССР Владимир Кружков
- член-корреспондент АН СССР Александр Еголин
- член-корреспондент АН СССР Михаил Иовчук
- Сергей Кафтанов — министр высшего образования СССР в 1946—1951 годы; в 1953—1959 годах — первый заместитель министра культуры СССР
- замдиректора Института мировой литературы профессор Сергей Митрофанович Петров[2]

## Последствия для фигурантов
Все фигуранты «дела гладиаторов» лишились своих постов. 
Георгий Александров был «сослан» в Минск, где продолжил занятия марксистской философией. Еголин был отправлен в санаторий, после чего исчез из научного сообщества. Члена-корреспондента АН СССР и бывшего заместителя заведующего отделом ЦК КПСС Владимира Кружкова отправили еще дальше, за Урал, главным редактором свердловской областной газеты «Уральский рабочий». Петров не пострадал и в 1957 году защитил докторскую диссертацию. Кривошеин был приговорён к сроку заключения, но не за сводничество и содержание подпольного публичного дома, а за спекуляцию, подпольную торговлю антикварной живописью. Причём это был его уже второй срок по этой статье.

## Политическая подоплека
Согласно некоторым исследованиям, история с «гаремом» и слухи о нём были сфабрикованным предлогом политической борьбы с целью удалить из правительства людей, верных Георгию Маленкову.